# Urgleptes clarkei
Urgleptes clarkei là một loài bọ cánh cứng trong họ Cerambycidae.